# 重瓣朱槿
重瓣朱槿（学名：Hibiscus rosa-sinensis var. rubro-plenus）是锦葵科木槿属朱槿的变种。分布在中国大陆的北京、广西、云南、广东、四川等地，目前尚未由人工引种栽培。

## 别名
朱槿牡丹（北京），月月开（四川），酸醋花（海南）